# Diecisiete Provincias
Las Diecisiete Provincias fue la denominación que durante el siglo XVI se otorgó a los diecisiete territorios de la región de los Países Bajos (en neerlandés: Lage Landen) que formaron una entidad territorial agrupada por los duques de Borgoña y el emperador Carlos V, y terminaron formando un Estado. Aproximadamente comprendía los actuales países de los Países Bajos, Bélgica, Luxemburgo, el Norte de Francia y una pequeña parte del oeste de Alemania.
Esta apelación se extendió después de que Carlos V hubiese añadido a los Países Bajos borgoñones los señoríos de Utrecht, Overijssel y Groninga entre 1528 y 1536 cedidos por Carlos de Egmond. Además del ducado de Güeldres y el condado de Zutphen en 1543 (cedidos por Guillermo de Jülich-Cléveris-Berg). Este territorio fue llamado también en esa época Pays-Bas, Nederland, Belgia, the Netherlands. La mayoría de estas provincias eran feudos del Sacro Imperio Romano Germánico; el condado de Flandes y el condado de Artois habían sido originalmente feudos franceses que fueron cedidos por el Tratado de Cambrai en 1529. En 1512, las provincias constituían la mayor parte del círculo de Borgoña.
En 1549, la Pragmática Sanción estableció que los territorios de los Países Bajos formarían una entidad territorial indivisible, las Diecisiete Provincias, que sería heredada por un único monarca. Por lo tanto, Carlos creó el título de Señor de los Países Bajos (Heer der Nederlanden), que sólo él y su hijo Felipe II de España llevaron. El nombre de las Diecisiete Provincias desapareció después de la separación de las provincias del norte de las del sur.

## Desarrollo histórico

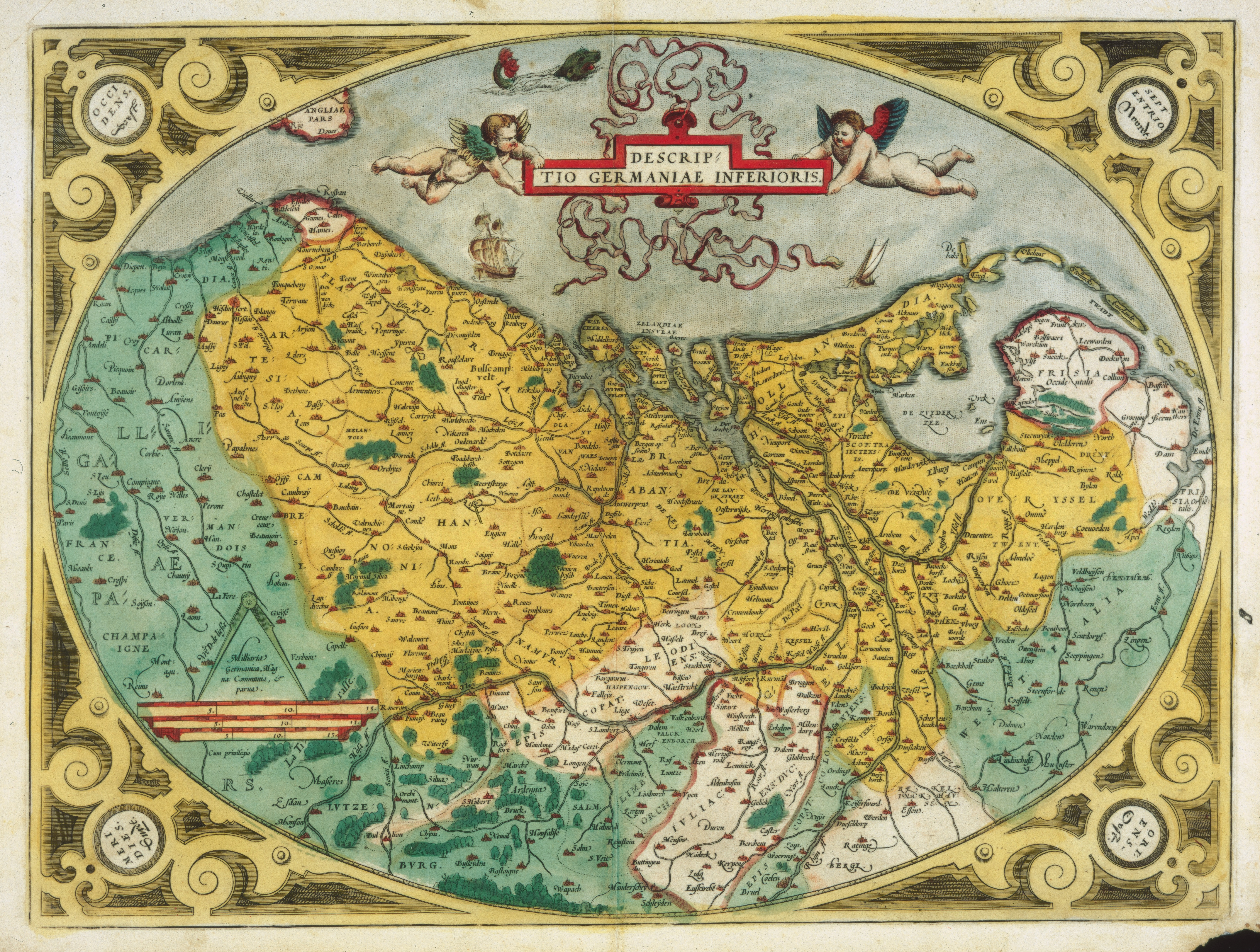
Mapa de Abraham Ortelius de 1573, uno de los mapas más antiguos que muestran los Países Bajos

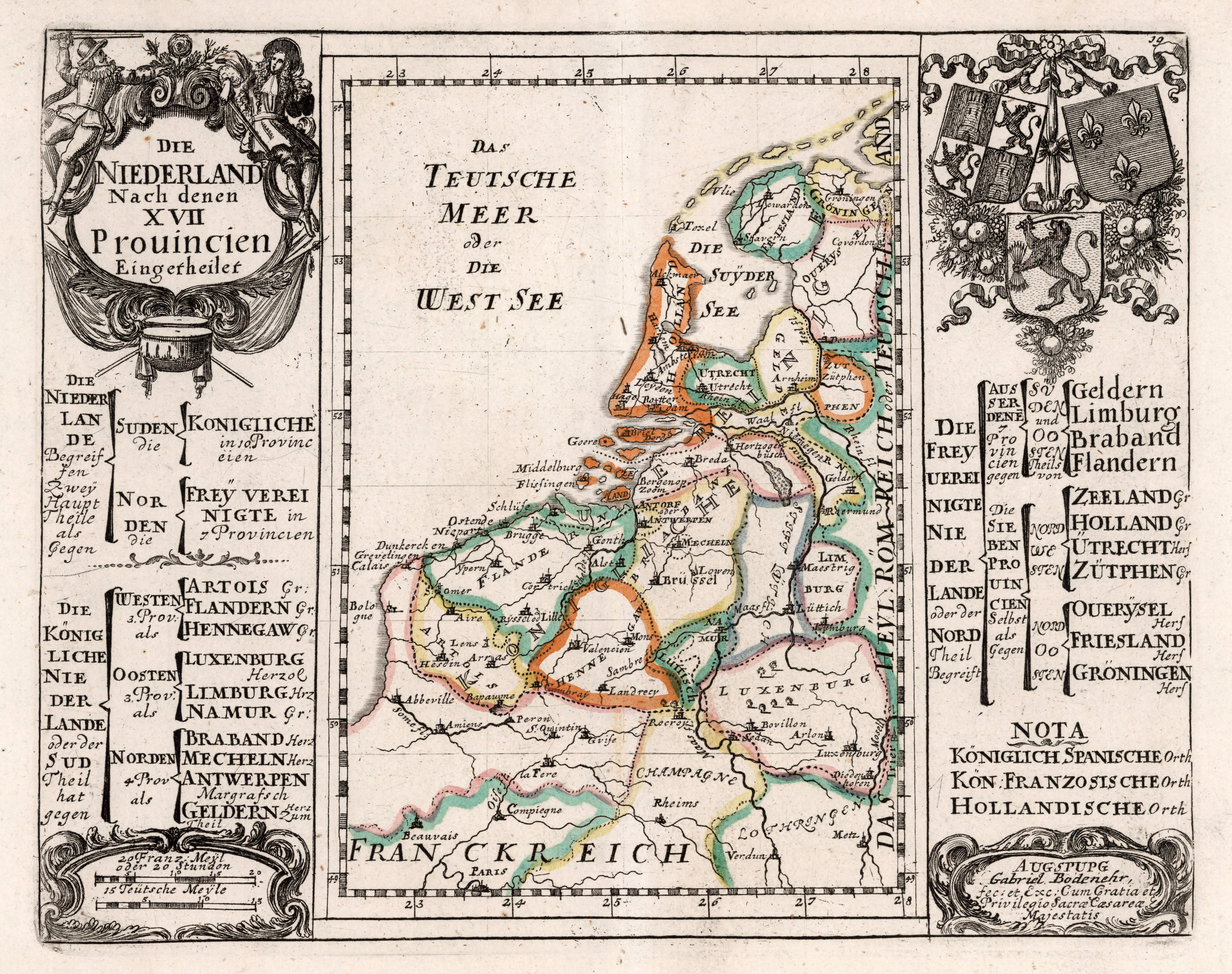
Mapa de las Diecisiete Provincias de Gabriel Bodenehr

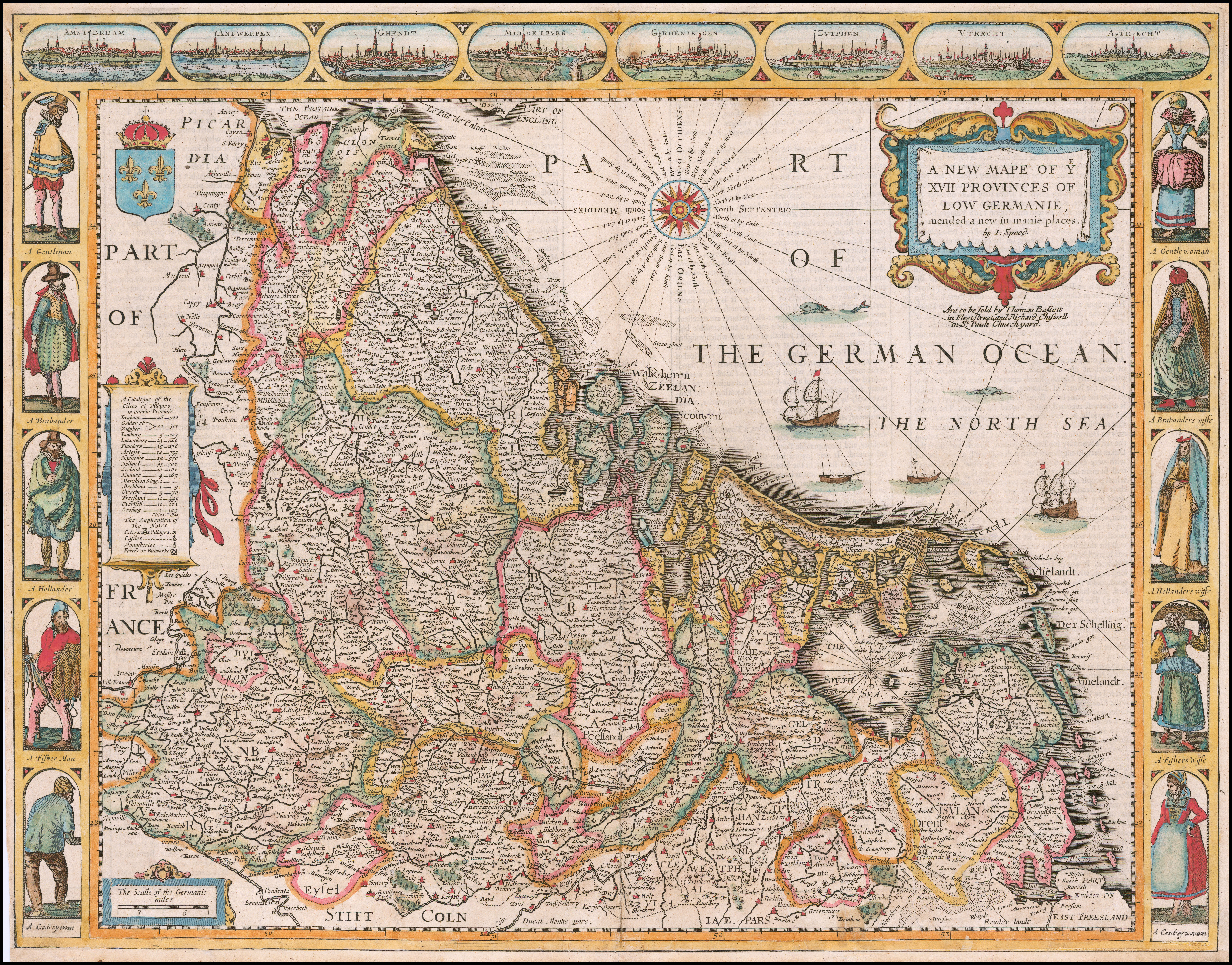
Mapa inglés de las diecisiete provincias de la Baja Alemania (Diecisiete Provincias)

De esta forma, el título de Señor de los Países Bajos es una forma descriptiva de designar al soberano de los territorios de las Diecisiete Provincias, y que englobaba los títulos de Duque de Brabante, Limburgo, Luxemburgo y Güeldres, Conde de Flandes, Artois, Henao, Holanda, Zelanda, Namur y Zutphen, Margrave de Amberes, Señor de Frisia, Malinas, y de las ciudades, pueblos y tierras de Utrecht, Overijssel y Groninga.
El 25 de octubre de 1555, el emperador Carlos V abdicó en favor de su hijo Felipe la jefatura de la Orden del Toisón de Oro y del Franco Condado de Borgoña y, por tanto, de los diecisiete territorios de los Países Bajos.
Dentro de la monarquía hispánica, los Países Bajos ofrecían una buena vitalidad económica, con una asentada clase mercantil. Así que los intentos de incrementar los impuestos para sufragar las guerras, la defensa de sus privilegios y la difusión del calvinismo creó un foco de resistencia que condujo a la rebelión general en la zona contra la política española.
En 1566, estalló la rebelión en los Países Bajos, que daría lugar a la guerra de los Ochenta Años. El 5 de enero de 1579, los católicos formaron la Unión de Arrás: provincias de Artois, Henao y parte de Flandes (Lille, Douai y Orchies). Los protestantes en contraposición constituyeron el 23 de enero la Unión de Utrecht: Holanda, Zelanda, Utrecht, Güeldres, Groninga, y posteriormente las ciudades de Brabante y Flandes.
El 26 de julio de 1581, las provincias de Brabante, Güeldres, Zutphen, Holanda, Zelanda, Frisia, Malinas y Utrecht, anularon en los Estados Generales, su vinculación con el rey de España Felipe II, por el Acta de abjuración, y eligieron como soberano a Francisco de Anjou.
No obstante, legalmente Felipe II no renunció a esos territorios, y el gobernador de los Países Bajos Alejandro Farnesio inició la contraofensiva y recuperó a la obediencia del rey de España Felipe II gran parte del territorio, especialmente tras el asedio de Amberes, pero parte de ellos se volvieron a perder tras la campaña de Mauricio de Nassau.
Antes de la muerte del rey de España, el territorio de los Países Bajos, en teoría las Diecisiete Provincias, no pasó a su hijo Felipe III, sino conjuntamente a su hija Isabel Clara Eugenia y su yerno el archiduque Alberto de Austria por el Acta de Cesión de 6 de mayo de 1598.
Los tratados de paz con Francia (1598) y con Inglaterra (1604) y el agotamiento por la guerra llevaron al establecimiento de la tregua de los doce años (1609).
En la práctica los territorios del norte formaban las Provincias Unidas: Holanda, Zelanda, Utrecht, Güeldres (con Zutphen), Overijssel (con Drente), Frisia y Groniga, además de los territorios de la Generalidad (partes de Brabante, Flandes y Limburgo). Y los territorios del sur bajo la soberanía de los Habsburgo formaron los Países Bajos españoles: Flandes, Artois, Henao, Namur, Luxemburgo, Brabante, Amberes, Malinas, Limburgo. Esto se reflejó en los Estados Generales, ya que en la parte norte se establecieron en La Haya y en la parte sur en Bruselas.
De esta manera, por el Acta de Abjuración de 1581 y la Tregua de los doce años de 1609 se formaron dos entidades políticas: al norte, las Provincias Unidas y al sur, los Países Bajos españoles. Y puede darse por finalizado el período propiamente histórico de las Diecisiete Provincias y se inicia el de los Países Bajos Españoles al sur del territorio y el de las Provincias Unidas al norte del territorio.
En 1621, murió el archiduque Alberto sin haber tenido descendencia, y por el Acta de Cesión de 1598, la pretendida soberanía sobre las 17 provincias (de hecho la parte sur solamente) pasó al rey de España y sobrino de Isabel Clara Eugenia, Felipe IV, lo que coincidió con el final de la tregua. Reiniciándose la guerra con el sitio de Julich.
Finalmente, tras una guerra infructuosa, el 30 de enero de 1648, en el tratado de Münster, España reconoció la total independencia de la República de las Provincias Unidas y el rey eliminó de su intitulación Conde de Holanda, Zelanda y Zutphen, Señor de Frisia y de las ciudades, pueblos y tierras de Utrecht, Overijssel y Groninga. Con este acto España reconocía definitivamente la extinción de las Diecisiete Provincias.

## Composición

Los Países Bajos a mediados del.

| Escudo                | Nombre                | Observaciones |
| --------------------- | --------------------- | --- |
| Diecisiete Provincias |                       | |
|                       | Condado de Holanda    | Territorio integrado en las Provincias Unidas en 1581.                                                                        |
|                       | Condado de Zelanda    | Vinculado al Condado de Holanda. Territorio integrado en las Provincias Unidas en 1581.                                       |
|                       | Condado de Flandes    | |
|                       | Condado de Artois     | Cedido definitivamente a Francia en 1659 por el Tratado de los Pirineos. Salvo Aire y Saint-Omer, cedidas Tratados de Nimega. |
|                       | Condado de Henao      | |
|                       | Condado de Namur      | |
|                       | Condado de Zutphen    | Vinculado al Ducado de Güeldres. Territorio integrado en las Provincias Unidas en 1581, y reintegrado en 1591.                |
|                       | Ducado de Brabante    | Parte del territorio pasó a las Provincias Unidas.                                                                            |
|                       | Ducado de Luxemburgo  | |
|                       | Ducado de Limburgo    | Vinculado al ducado de Brabante.                                                                                              |
|                       | Ducado de Güeldres    | Territorio integrado en las Provincias Unidas en 1581; excepto una parte.                                                     |
|                       | Señorío de Overijssel | En latín, Transisulania. Incluía Drente (mapa de 1658). Territorio integrado en las Provincias Unidas en 1591.                |
|                       | Señorío de Groninga   | Territorio integrado completamente en las Provincias Unidas en 1594.                                                          |
|                       | Señorío de Frisia     | Territorio integrado en las Provincias Unidas en 1581.                                                                        |
|                       | Señorío de Utrecht    | Territorio integrado en las Provincias Unidas en 1581.                                                                        |
|                       | Señorío de Malinas    | Vinculado al Ducado de Brabante. Territorio de las Provincias Unidas entre 1581-1585                                          |
|                       | Marquesado de Amberes | Vinculado al ducado de Brabante. Perdida por las Provincias Unidas en 1585                                                    |